# Deutsche Team-Meisterschaften U16/U20

Logo vom Deutschen Leichtathletik-Verband

Die Deutschen Team-Meisterschaften U16/U20 (bis 2013: Deutsche Jugend-Mannschaftsmeisterschaft (DJMM) für U20 und Deutsche Schüler-Mannschaftsmeisterschaft (DSMM) für U16) der Leichtathletik sind ein Mannschaftswettbewerb für Jugendliche im Deutschen Leichtathletik-Verband.
Seit 2014 werden die Endkämpfe als Team-DM U20/U16 der Leichtathletik für unter 20-Jährige und unter 16-Jährige mit folgendem Modus ausgetragen: Pro Mannschaft und Disziplin kommen ein Sportler und eine Sportlerin in die Wertung. Jedes Team verfügt über zwei Streich- und zwei (Punkteverdopplungs-)Joker-Disziplinen. Erstmals bei einer Deutschen Jugend-Mannschaftsmeisterschaft starten Mädchen und Jungen in einem Team und statt der Leistung zählt die Platzierung. So erhält der Beste in einer Disziplin 15, der Zweite 13 und der Dritte elf Punkte. Von Platz vier an bekommen die Teilnehmer mit jedem Platz nach unten einen Zähler weniger. Pro Team kommen je eine Athletin und ein Athlet in einer Disziplin in die Wertung. Diese Regelung gilt auch für die Staffeln. Bei den Disziplinen hat es gegenüber dem Modus bis 2013 Veränderungen gegeben. So kamen in der U20-Klasse der 400-Meter-Hürdenlauf, der Hammerwurf und der Dreisprung hinzu. In der Klasse U16 fehlt dagegen der Stabhochsprung, der bisher nur für die Jungen angeboten wurde.
2014 nahmen 18 Mannschaften mit 844 Sportlern und Sportlerinnen teil, die Ausrichter waren die LG Lage-Detmold-Bad Salzuflen und der Fußball- und Leichtathletik-Verband Westfalen (FLVW).
Den Mannschaftstitel errangen bei den U16 die StG ART/SFD/TBH Düsseldorf (Startgemeinschaft Düsseldorf) und bei den U20 der TSV Bayer 04 Leverkusen.
2015 nahmen 19 Mannschaften teil, die Ausrichter waren der TSV Bayer 04 Leverkusen und der Leichtathletik-Verband Nordrhein (LVN).
Die Mannschaftstitel konnten die Vorjahressieger verteidigen.
Bis 2013 wurde der Wettbewerb unter der Bezeichnung Deutsche Jugend-Mannschaftsmeisterschaft und Deutsche Schüler-Mannschaftsmeisterschaft durchgeführt.
Die höchste Stufe waren die Endkämpfe auf nationaler Ebene für die männliche und weibliche Jugend A und Schüler A (14 und 15 Jahre), die am gleichen Wochenende ausgetragen wurden und zu der jeweils nur die ersten acht Mannschaften der Qualifikationstabelle aus den Vorkämpfen zugelassen waren. Entsprechend der Leistung in den einzelnen Disziplinen gab es Punkte, die zum Mannschaftsergebnis kumuliert wurden.
Verwirrend ist, dass DJMM zwar die Abkürzung für Deutsche Jugend-Mannschaftsmeisterschaft (bzw. DSMM für Schüler) ist, es sich dabei aber um keine deutsche Meisterschaft, sondern eine Disziplinengruppenbezeichnung handelt. Die nationalen Endkämpfe wurden auch als Deutsche Jugend- und Schülermannschaftsmeisterschaften (DJMM/DSMM) bezeichnet.

## DJMM/DSMM-Endkampf – Team-DM U20/U16
| Jahr | Datum                         | Ort                 | Stadion                                              | Ergebnisse                                 |
| ---- | ----------------------------- | ------------------- | ---------------------------------------------------- | ------------------------------------------ |
| 1948 | 11./12. September             | Göttingen           |                                                      |                                            |
| 1949 | 17./18. September             | Lennep Hersfeld     | Röntgen-Stadion                                      |                                            |
| 1950 | 16./17. September             | Berlin              |                                                      |                                            |
| 1951 | 15./16. September             | Berlin              |                                                      |                                            |
| 1952 | 20./21. September             | Hamburg             |                                                      |                                            |
| 1953 | 19./20. September             | Paderborn           |                                                      |                                            |
| 1954 | 25./26. September             | München             |                                                      |                                            |
| 1955 | 17./18. September             | Nürnberg            |                                                      |                                            |
| 1956 | 29./30. September             | Wetzlar             |                                                      |                                            |
| 1957 | 5./6. Oktober                 | Würzburg            |                                                      |                                            |
| 1958 | 27./28. September             | Mainz               |                                                      |                                            |
| 1959 | 26./27. September             | Göttingen           |                                                      |                                            |
| 1960 | 24./25. September             | Berlin              |                                                      |                                            |
| 1961 | 23./24. September             | Münster             |                                                      |                                            |
| 1962 | 22./23. September             | West-Berlin         |                                                      |                                            |
| 1963 | 28./29. September             | Osnabrück           |                                                      |                                            |
| 1964 | 3./4. Oktober                 | Saarbrücken         |                                                      |                                            |
| 1965 | 25./26. September             | Berlin              |                                                      |                                            |
| 1966 | 17./18. September             | Landau              | Südpfalzstadion                                      |                                            |
| 1967 | 16./17. September             | Berlin              |                                                      |                                            |
| 1968 | 14./15. September             | Essen               |                                                      |                                            |
| 1969 | 4./5. und 12. Oktober         | Berlin Gießen       |                                                      |                                            |
| 1970 | 19./20. September 11. Oktober | Kassel Bad Honnef   | Auestadion Stadion Menzenberger Straße               |                                            |
| 1971 | 18./19. September 9. Oktober  | Berlin Scheeßel     |                                                      |                                            |
| 1972 | 23./24. September 7. Oktober  | Köln Obersuhl       |                                                      |                                            |
| 1973 | 29./30. September             | Oldenburg Hamburg   |                                                      |                                            |
| 1974 | 5./6. Oktober                 | München Lauf        |                                                      |                                            |
| 1975 | 4./5. Oktober                 | Gretesch Düsseldorf | Sportstadion Gretesch Sportpark Gretesch (Osnabrück) |                                            |
| 1976 | 2./3. Oktober                 | Letter              | Leinestadion                                         |                                            |
| 1977 | 1./2. Oktober                 | Krefeld             |                                                      |                                            |
| 1978 | 30. Sept./1. Oktober          | Wattenscheid        |                                                      |                                            |
| 1979 | 29./30. September             | Wattenscheid        |                                                      |                                            |
| 1980 | 20./21. September             | Dortmund            |                                                      |                                            |
| 1981 | 19./20. September             | Wunstorf            |                                                      |                                            |
| 1982 | 18./19. September             | Furtwangen          | Bregstadion                                          |                                            |
| 1983 | 17./18. September             | Fulda               |                                                      |                                            |
| 1984 | 15./16. September             | Hamburg             | Jahnkampfbahn                                        |                                            |
| 1985 | 14./15. September             | Mainz               | Universitätsstadion                                  |                                            |
| 1986 | 13./14. September             | Dortmund            | Stadion Rote Erde                                    |                                            |
| 1987 | 12./13. September             | Ludwigshafen        | Südweststadion                                       |                                            |
| 1988 | 10./11. September             | Dormagen            |                                                      |                                            |
| 1989 | 16./17. September             | Bad Oeynhausen      | Stadion im Schulzentrum Süd                          | Schüler A: LG Staufen                      |
| 1990 | 15./16. September             | Ahlen               | Sportpark Nord                                       |                                            |
| 1991 | 14./15. September             | Schwäbisch Gmünd    | Stadion beim Berufschulzentrum/Sportanlage           | Schüler A: LG Staufen                      |
| 1992 | 12./13. September             | Lage                | Carl-Heinz-Reiche-Stadion                            |                                            |
| 1993 | 18./19. September             | Gaggenau            | Traischbachstadion                                   | Schüler A: LG Staufen                      |
| 1994 | 10./11. September             | Osnabrück           | Sportpark Gretesch – Sportpark Illoshöhe             |                                            |
| 1995 | 9./10. September              | Bad Rappenau        | Stadion                                              |                                            |
| 1996 | 14./15. September             | Landau              | Südpfalzstadion                                      |                                            |
| 1997 | 13./14. September             | Wunsiedel           | Fichtelgebirgshalle Fichtelgebirgsstadion            |                                            |
| 1998 | 12./13. September             | Dormagen            | Sportanlage TSV Bayer Dormagen – Bayer Stadion       |                                            |
| 1999 | 18./19. September             | Albstadt-Tailfingen | Lichtenbol Stadion                                   |                                            |
| 2000 | 9./10. September              | Cottbus             | Max-Reimann-Stadion                                  |                                            |
| 2001 | 8./9. September               | Celle               | Otto-Schade-Stadion (Saarfeld)                       |                                            |
| 2002 | 14./15. September             | Hagen               | Ischelandstadion                                     | A Jugend, Schüler                          |
| 2003 | 13./14. September             | Wunsiedel           | Fichtelgebirgsstadion                                | A Jugend, Schüler                          |
| 2004 | 11./12. September             | Bad Oeynhausen      | Stadion im Schulzentrum Süd                          | Gesamt, Details                            |
| 2005 | 10./11. September             | Leverkusen          | Stadion Manfort                                      | Gesamt                                     |
| 2006 | 9./10. September              | Lage                | Carl-Heinz-Reiche-Stadion                            | Gesamt                                     |
| 2007 | 22./23. September             | Lage                | Carl-Heinz-Reiche-Stadion                            | Endstand, Team, Disziplinen                |
| 2008 | 13./14. September             | Lage                | Carl-Heinz-Reiche-Stadion                            | Gesamt, Disziplinen                        |
| 2009 | 19./20. September             | Mannheim            | MTG-Stadion                                          | Team, Einzel                               |
| 2010 | 18./19. September             | Lage                | Carl-Heinz-Reiche-Stadion                            | Gesamt                                     |
| 2011 | 17./18. September             | Lage                | Carl-Heinz-Reiche-Stadion                            | U20 m, U20 w, U16 m, U16 w, Gesamt         |
| 2012 | 15./16. September             | Lage                | Carl-Heinz-Reiche-Stadion                            | Gesamt, Einzel                             |
| 2013 | 14./15. September             | Rhede               | Besagroup-Sportpark                                  | U16 Einzel, U16 Team, U20 Einzel, U20 Team |
| 2014 | 13./14. September             | Lage                | Carl-Heinz-Reiche-Stadion                            | Team, Einzel, Disziplinen, Teilnehmerliste |
| 2015 | 26./27. September             | Leverkusen          | Stadion Manfort                                      | U16, U20, Disziplinen, Teilnehmerliste     |
| 2016 | 17./18. September             | Rhede               | Besagroup-Sportpark                                  | U16, U20                                   |
| 2017 | ausgefallen                   | –                   | –                                                    | –                                          |
| 2018 | 15. September                 | Lage                | Carl-Heinz-Reiche-Stadion                            | Gesamt                                     |
| 2019 | 8. September                  | Berlin              | Stadion Lichterfelde                                 | Gesamt                                     |
| 2020 | abgesagt                      | –                   | –                                                    | –                                          |
| 2021 | abgesagt                      | –                   | –                                                    | –                                          |
| 2022 | 11. September                 | Hamburg             | Jahnkampfbahn                                        | Gesamt                                     |
| 2023 | 16. September                 | Berlin              | Stadion Lichterfelde                                 | Gesamt                                     |
| 2024 | 21. September                 | Lage                | Carl-Heinz-Reiche-Stadion                            | Gesamt                                     |
| 2025 | 13. September                 | Leverkusen          |                                                      |                                            |